# Аділе Нашит

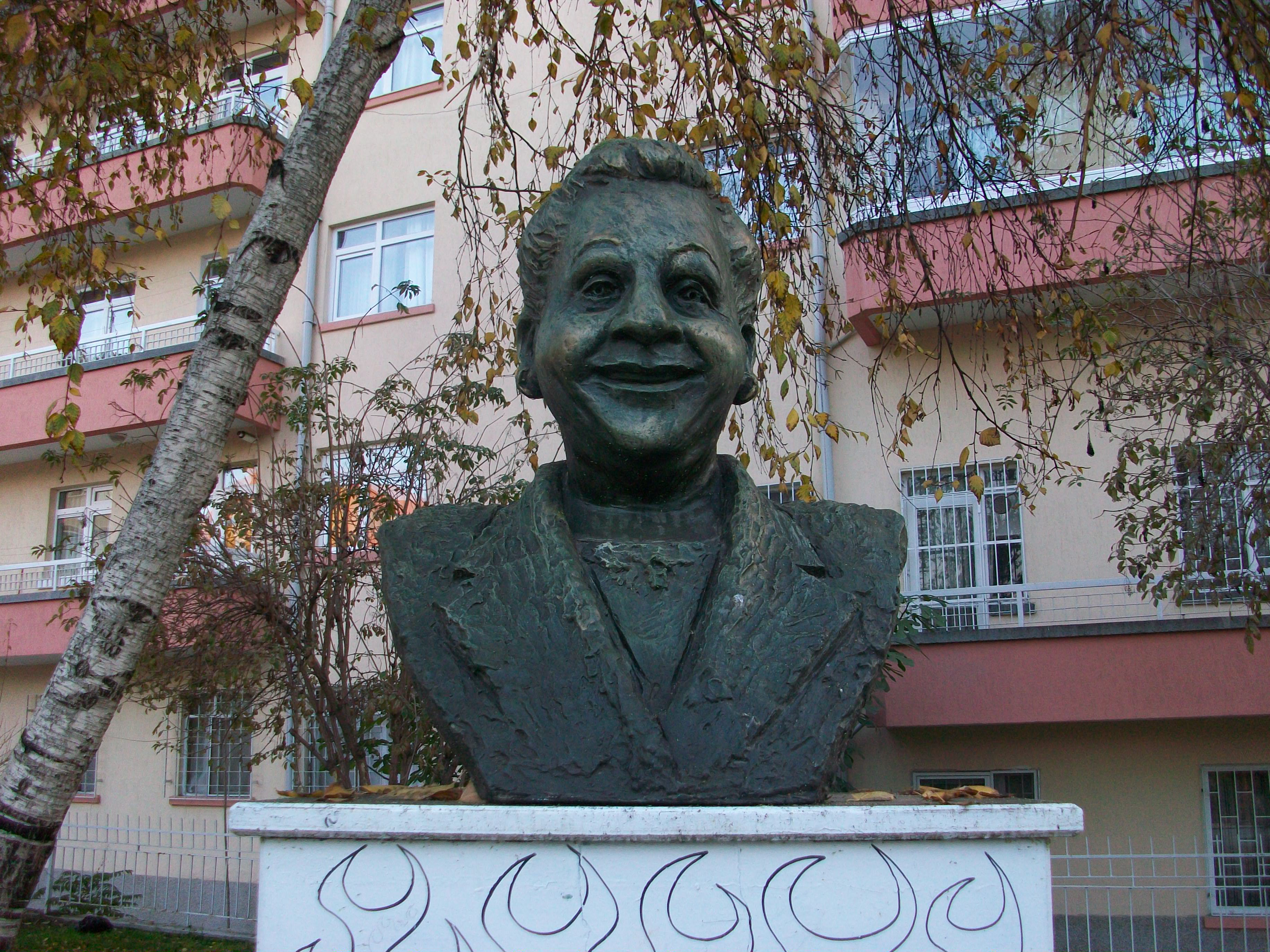
Погруддя Аділе Нашит

Аділе Нашит (тур. Adile Naşit; 17 червня 1930, Стамбул, Туреччина — 11 грудня 1987, Стамбул, Туреччина) — турецька акторка театру, кіно та озвучення, оповідачка.

## Біографія
Народилася 17 червня 1930 року в місті Стамбул, Туреччина, в родині турецького комедіанта Езджана Нашита (тур. Naşit Özcan) та турецько-вірменської театральної акторки Амельї Ханим (тур. Amelya Hanım). Її брат, Езджан Селім Нашит (тур. Selim Naşit Özcan), також був театральним актором.
1950 року одружилася з актором Зією Кескінером (тур. Ziya Keskiner). Народила дитину. Чоловік помер 10 липня 1982 року від серцевого нападу. 16 вересня 1983 року Нашит одружилася з Джемалем Індже (тур. Cemal Ince).
Померла 11 грудня 1987 року.

## Творчість
Аділе Нашит знімалася з багатьма акторами, зокрема, з Кемалем Суналом (тур. Kemal Sunal) та Мюніром Езкулом (тур. Münir Özkul). Серед її робіт — ролі у фільмах «Звук музики» (тур. Neşeli Günler) та «Клас хаосу» (тур. Hababam Sınıfı). Також вона зіграла у багатьох п'єсах, у дитячій програмі «Перед сном» (тур. Uykudan Önce).